# Droits LGBT en Finlande
Les personnes lesbiennes, gays, bisexuelles et transgenres (LGBT) en Finlande peuvent faire face à des difficultés légales que ne connaissent pas les résidents non LGBT, bien qu'elle bénéficient désormais d'une protection légale relativement importante. L'homosexualité a été légalisée en 1971 (sa « promotion » ayant été décriminalisée en 1999) et déclassifiée comme de son statut de maladie en 1981. La majorité sexuelle a été égalisée à 16 ans en 1999. La discrimination basée sur l'orientation sexuelle a été criminalisée en 1995 et la discrimination basée sur l'identité de genre en 2005. Le travestisme a été déclassifié de son statut de maladie en 2011.
La Finlande a légalisé le partenariat enregistré ouvert aux couples de même sexe en 2002, attribuant ainsi à ces couples les mêmes droits que les couples hétérosexuels, à l'exception de l'adoption, ceux relatifs au nom de famille, la procréation médicalement assistée (PMA) a été autorisée pour les couples de femmes en 2007 et l'adoption de l'enfant du conjoint rendu possible pour les couples de femmes et les couples d'hommes en 2009. Le soutien de l'opinion publique à l'ouverture du mariage aux couples de même sexe permettant une totale égalité a augmenté progressivement durant les années 2000. Sur la base du soutien de cinq des huit partis représentés au parlement en 2007,,, il a été envisagé de légaliser le mariage homosexuel après les élections de 2011. Certains observateurs prévoyaient même que cela allait être un sujet majeur de la législature, néanmoins, dans une étude d'opinion d’août 2010 réalisée par Yle, seuls 20 % des répondants ont déclaré que cette question devait être un sujet majeur[réf. nécessaire]. Selon un décompte du journal Helsingin Sanomat, 90 députés des 200 membres du parlement étaient favorables à l'ouverture du droit à l'adoption pour les couples de même sexe, 93 y étant opposés. Du fait de la participation des Chrétiens-démocrates au gouvernement de Jyrki Katainen – leur leader Päivi Räsänen devenant ministre de l'Intérieur – – l'ouverture du mariage aux couples de même sexe dans l'accord gouvernemental. Cependant, selon l'Alliance de gauche, lors des négociations, les partis membres de la coalition gouvernementale se sont mis d'accord sur le fait, qu'en cas de proposition de loi, émanant donc d'un député, l'ensemble des partis du gouvernement y étant favorable (le Parti de la coalition nationale, le Parti social-démocrate, l'Alliance de gauche, la Ligue verte et le Parti populaire suédois) y apporteraient leur soutien. En mars 2012, une proposition de loi visant à enlever la dimension genrée des textes de lois relatifs au mariage a été introduite recevant le soutien de 76 des 199 députés siégeant en 2012. En février 2013, cette proposition de loi a été rejetée la commission des affaires légale. Néanmoins, elle a été introduite une nouvelle fois en décembre 2013 sous la forme d'une initiative populaire rassemblant plus de 166 000 signatures récoltées entre la mi-mars et la mi-septembre 2013, et a été débattu au parlement au début de l'année 2014.
Au-delà de ces différents éléments relatifs au mariage, d'autres droits des personnes LGBT ont été l'objet de débats. Un débat télévisé portant sur les droits des personnes LGBT et diffusé sur la chaîne YLE2 le 12 octobre 2010, a été suivi par un nombre record de départs de l'Église évangélique-luthérienne de Finlande via son site internet,. Le changement de sexe auprès des autorités d'État civil est autorisé aux seules personnes ayant été stérilisées, ce qui a été dénoncé par SETA comme une violation des droits reproductifs. En 2012, un changement de la loi à ce sujet a été envisagé par le ministre des affaires sociales et de la santé. En 2011, Pekka Haavisto, député ouvertement gay, a été désigné comme candidat des Verts pour l'Élection présidentielle de 2012. Lors du premier tour, le 22 janvier 2012, il a terminé second, récoltant 18,8 % des suffrages exprimés, mais a été battu lors du second tout, le 5 février, face au candidat du Parti de la coalition national et ancien ministre des finances, Sauli Niinistö, avec 37,4 % des voix. En décembre 2013 enfin, l'Agence finlandaise de médecine a changé ses règles relatives au don du sang, supprimant l'interdiction permanente faite aux hommes ayant des rapports sexuels avec des hommes (HSH).

## Histoire

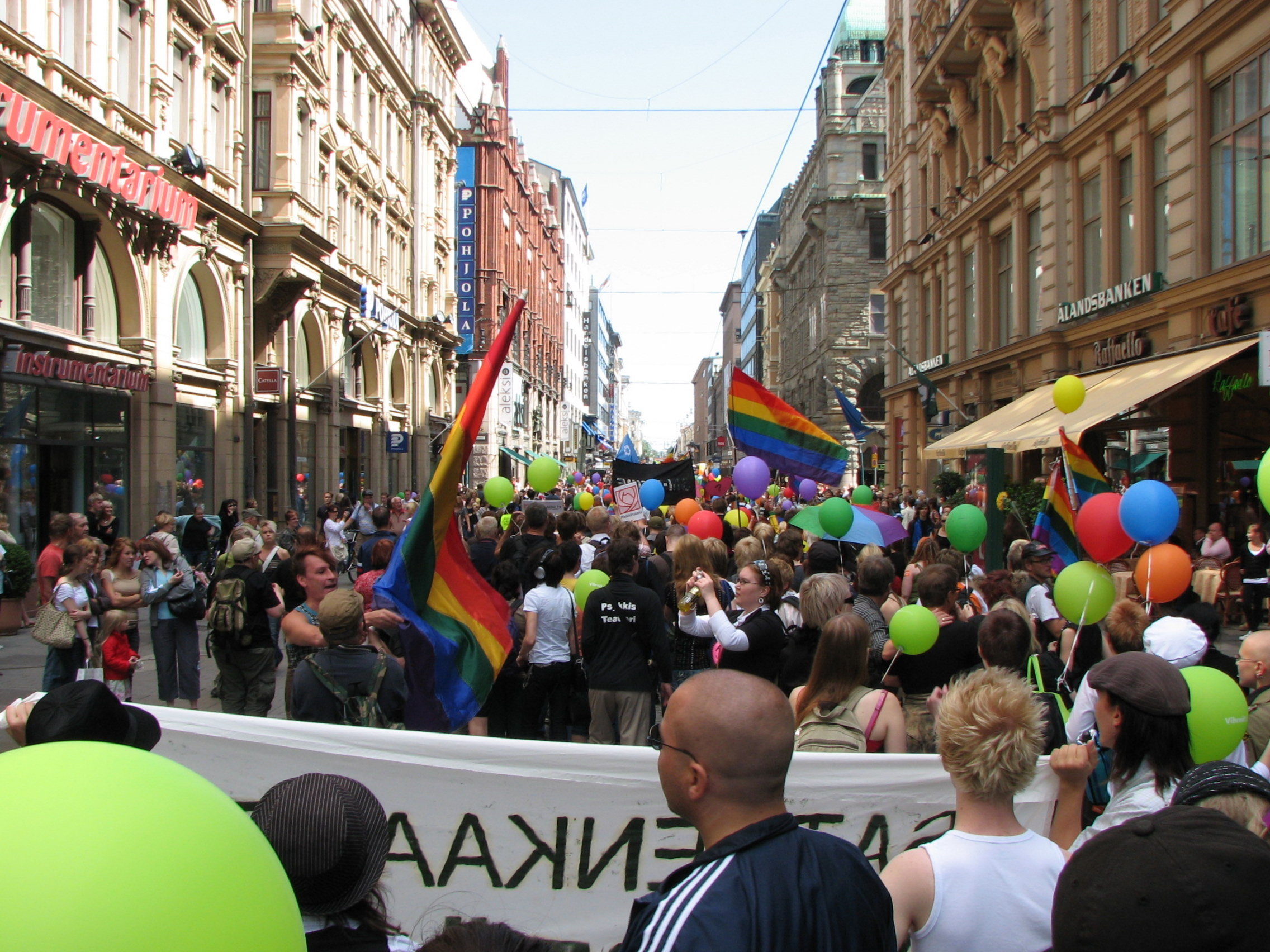
Gay pride d'Helsinki de 2007.

### Chronologie législative
- 1894: L'homosexualité est criminalisée dans le nouveau code pénal et puni d'un maximum de deux ans de prison[14].
- 1971: L'homosexualité est décriminalisée[15], mais sa « promotion » reste illégale[14].
- 1981: L'homosexualité est retirée de la classification des maladies[14].
- 1995: Les discriminations basées sur l'orientation sexuelle sont interdites dans le code pénal[14].
- 1999: Le code pénal est révisé, afin d'effacer toute différence quant à l'âge de consentement entre hétérosexuels et homosexuels. La prohibition de la « promotion de l'homosexualité » est abolie[16].
- 2001: La loi portant sur le partenariat enregistré[17] est votée au parlement. Les partenariats enregistrés suivent les mêmes règles que celles de la loi relative au mariage (réservé aux couples de même sexe), à l'exception du droit à prendre le nom de l'époux et du droit à l'adoption. La loi est entrée en vigueur le 1er mars 2002, et les premiers couples en ont bénéficié le 8 mars.
- 2003: La loi sur le changement de sexe des personnes transgenres[18] est entrée en vigueur.
- 2004: La loi portant sur les discriminations[19] est entrée en vigueur le 1er février, interdisant les discriminations directes et indirectes et le harcèlement basé sur l'âge, l'ethnicité ou l'origine, la nationalité, la langue, la religion, les croyances, l'opinion, la santé, le handicap et l'orientation sexuelle.
- 2005: La révision législative sur l'égalité des sexes[20] est entrée en vigueur. Selon un rapport[21] du Comité parlementaire sur l'emploi et l'égalité, cette loi — selon une décision de la Cour de justice de l'Union européenne — la section relative aux discriminations sur la base du genre, concerne également les personnes transgenres.
- 2007: La loi sur procréation médicalement assistée[22] entre en vigueur le 1er septembre. La loi permet l'accès aux traitements également aux femmes célibataires et aux couples de femmes. Avant cette loi, certaines cliniques fournissaient des traitements aux couples de femmes. Le recours à des mères porteuses est resté illégal.
- 2009: La loi portant sur le partenariat enregistré est révisée au Parlement lors d'une vote avec 109 pour et 28 contre (sur un total de 199 députés) le 15 mai et entre en vigueur le 1er septembre[23]. À la suite de cette révision, la loi accorde le droit à l'adoption des enfants biologiques du conjoint ou de la conjointe.
- 2011: L'Institut National pour la santé et le bien-être a retiré le travestissement fétichiste, ainsi que le fétichisme et le sadomasochisme, de sa classification des maladies[24].

### Renvoi de Johanna Korhonen
Les droits des personnes LGBT sur le lieu de travail ont fait l'objet d'un large couverture médiatique à la fin du mois de septembre 2008, lorsque la journaliste Johanna Korhonen, vivant en partenariat enregistré avec une femme, a été renvoyée par Alma Media de son poste de rédactrice en chef pour Lapin Kansa, un journal détenu par Alma Media, avant même sa prise de fonction. Selon le directeur général d'Alma Media, Kai Telanne, la raison de ce renvoi était le manque de confiance, dû au fait que Korhonen n'avait pas évoqué la candidature de son épouse lors des élections municipales de 2008. Telanne a ainsi déclaré que cela relève d'une politique interne à Alma Media pour les candidats aux postes de rédacteurs en chef de révéler toutes leurs connexions politiques.
Toutefois, Korhonen a fait valoir que la véritable cause de renvoi était la découverte par ses employeurs de son orientation sexuelle après son recrutement, lors duquel elle a simplement déclaré vivre maritalement et avoir deux enfants, sans faire mention de son homosexualité. Arto Nieminen, porte-parole de l'Union des Journalistes en Finlande, a déclaré n'avoir jamais entendu parler de cas où des postulants à un poste d'éditeur en chef chez Alma Media, avoir été questionnés sur leurs activités politiques de leur conjoint-es. Korhonen a aussi fait savoir qu'Alma Media lui avait offert 100 000 euros pour ne pas ébruité l'affaire. Telanne a néanmoins nié cela, déclarant que la somme en question était une indemnité de licenciement.
Korhonen a entamé des poursuites judiciaires devant un tribunal d'Helsinki contre Alma Media, jugeant son renvoi illégal. En juin 2009, Korhonen a perdu son procès et a dû payer 8 000 euros de frais de jugements, néanmoins elle a fait appel de cette décision devant la Cour d'appel d'Helsinki, qui a alors donné raison à Korhonen lui accordant un total de  80 400 euros pour licenciement abusif,.
Deux mois plus tard, le 17 mai, Alma Media a porté la décision de la Cour d'appel devant la Cour suprême de Finlande. Le 1er février 2011, la Cour suprême a refusé de se prononcer sur cet appel, confortant ainsi la décision de la Cour d'appel en faveur de Korhonen et obligeant Alma Media à verser à Korhonen les 80 400 euros.

### Changement de sexe de l'ancien vicaire Marja-Sisko Aalto
Le 11 novembre 2008, Olli-Veikko Aalto, alors vicaire de la paroisse de Imatra annoncé aux médias sa transidentité et qu'il entamait une transition. Cela a alors causé une grande controverse au sein de l'Église évangélique-luthérienne de Finlande. L'évêque de Mikkeli, Voitto Huotari, a déclaré qu'il n'y avait pas d'obstacle juridique au maintien d'Aalto dans sa fonction de vicaire, mais que cela poserait « problème ». En 2009, la paroisse Imatra a vu le départ de près de 600 membres. En novembre 2009, Marja-Sisko a retrouvé sa fonction de vicaire après un an d'arrêt d'exercice, mais en mars 2010 elle a demandé à être démise de cette fonction, du fait de ses « difficultés à retrouver la confiance au sein de la paroisse ».

### Attaque de la Gay Pride de 2010 d'Helsinki et vandalisme contre les bureaux de HeSeta
En 2009 la branche de l'association LGBT Seta dans la capitale finlandaise a organisé la Pride week, dont le point culminant était, la gay pride du 3 juin. Celle-ci a alors été l'objet d'attaques au gaz poivre.
Le même jour, la police a arrêté trois hommes, d'entre 18 et 20 ans, et les a placés en garde à vue, car suspectés d'être les auteurs de ses attaques, par ailleurs "préméditées".
La police finlandaise a plus tard déclaré que certains des suspects étaient liés à l'extrême droite. Le 1er mars 2011, le procureur de la République a porté plainte contre les trois suspects pour voies de fait, violation préméditée de la liberté politique et d'une réunion publique, possession d'objets ou substances appropriée pouvant blesser.

## Reconnaissance du mariage homosexuel
Le 28 novembre 2014, le Parlement de Finlande, l'Eduskunta adopte le mariage homosexuel par 105 voix pour et 92 contre. Le texte est désormais renvoyé devant la Grande Commission du Parlement et retournera ensuite à l'Eduskunta pour son vote définitif.

## Adoption
Seul l'adoption des enfants du ou de la conjointe est autorisé et pas l'adoption conjointe. Néanmoins, les couples de femmes ont plus de droits parentaux que les couples d'hommes, étant donné que la loi permet l'accès à l'insémination artificielle et fécondation in vitro depuis 2006. La gestation pour autrui est strictement interdite en Finlande.

## Tableau récapitulatif
| Dépénalisation de l’homosexualité                                                   | depuis 1971 |
| Majorité sexuelle identique à celle des hétérosexuels                               | depuis 1999 |
| Interdiction de la discrimination liée à l'orientation sexuelle à l'embauche        | depuis 1999 |
| Interdiction de la discrimination liée à l'identité de genre dans tous les domaines | depuis 2005 |
| Partenariat civil                                                                   | depuis 2002 |
| Mariage civil                                                                       | depuis 2017 |
| Adoption conjointe dans les couples de personnes de même sexe                       | depuis 2017 |
| Adoption par les personnes homosexuelles célibataires                               | depuis 2009 |
| Droit pour les gays de servir dans l’armée                                          | Oui         |
| Droit de changer légalement de genre (après stérilisation)                          | depuis 2002 |
| Gestation pour autrui pour les gays                                                 | Oui         |
| Accès aux FIV pour les lesbiennes                                                   | depuis 2006 |
| Autorisation du don de sang pour les HSH                                            | depuis 2013 |